# ニコライ・ハリトーノフ

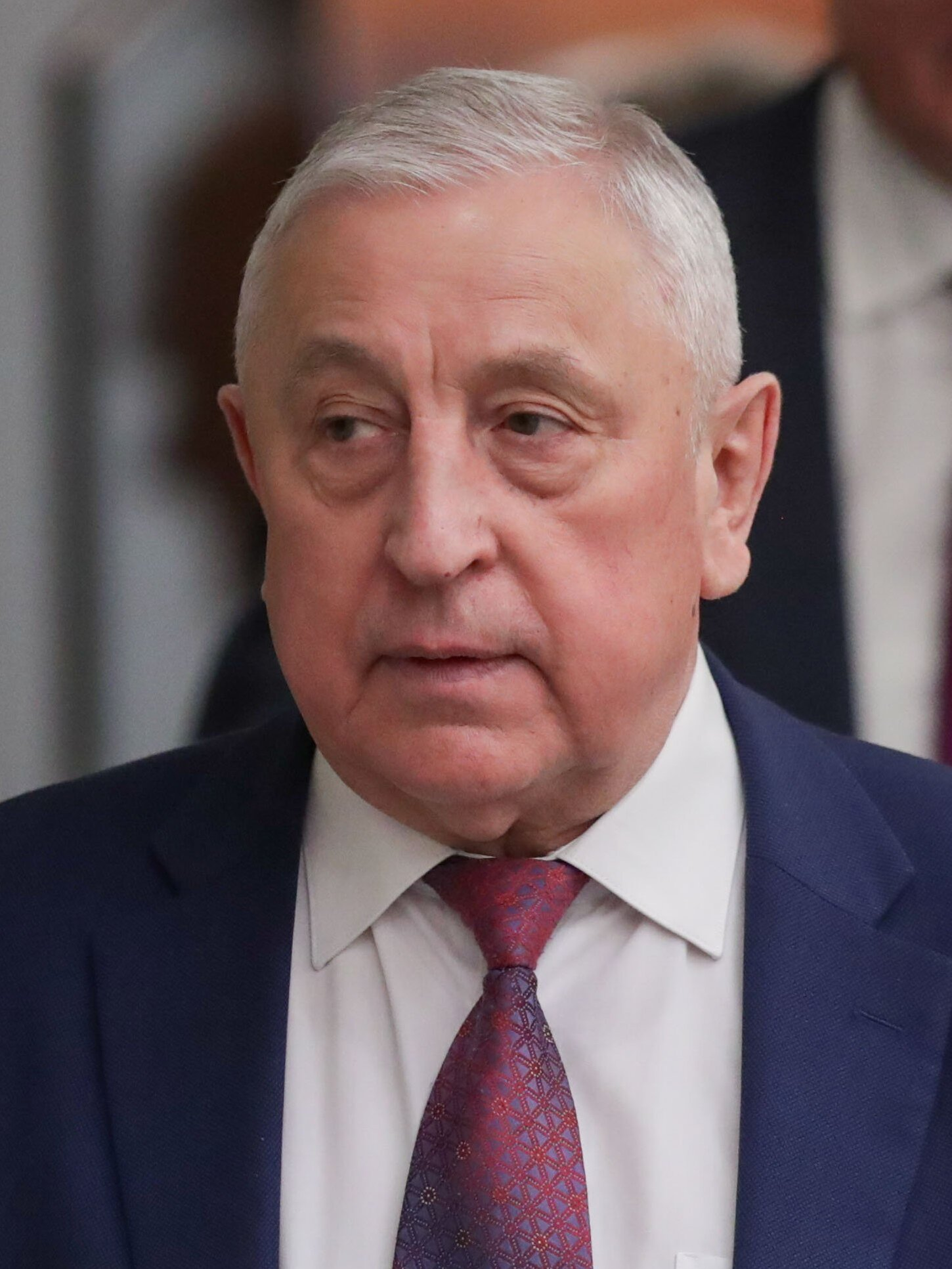
ニコライ・ハリトーノフ, 2024

ニコライ・ミハイロヴィッチ・ハリトーノフ（ロシア語: Никола́й Миха́йлович Харито́нов、Nikolai Mikhailovich Kharitonov、1948年10月30日 – ）は、ロシアの政治家。ノヴォシビルスク州出身。ロシア連邦共産党所属。
1993年ロシア連邦議会下院国家会議選挙に立候補し当選する。2004年ロシア大統領選挙では、共産党の大統領候補として立候補し選挙戦を戦った。ハリトーノフは13.7パーセントを獲得し、現職のウラジーミル・プーチンに次いで2位につけた。2024年3月の大統領選挙にも共産党から立候補したが、プーチン政権を是とする体制内野党としての出馬であり、最初から当選するとは目されていない選挙であった。投票の結果は3,768,470票（4.37％）と、プーチンの88.48％には遠く及ばない水準ではあったが、全体では2位であった。